# Skaos
Skaos ist eine Ska-Band aus Deutschland. Sie wurde 1982 in Krumbach bei Günzburg in Bayern gegründet.

## Bandgeschichte
Die siebenköpfige Band entstand 1982 in Krumbach. Zunächst spielte sie nur Coverversionen ihrer britischen Ska-Vorbilder wie Madness und den Specials. Ihren ersten Auftritt im TomTom Haldenwang hatte sie 1987. Es dauerte fünf Jahre bis zu ihrer ersten Veröffentlichung – der EP Inside (1987). Ein Jahr später veröffentlichte das britische Label Unicorn Records ihr Debütalbum Beware.
Die Band spielt sehr häufig auf Konzerten, nicht nur in Deutschland, sondern in ganz Europa. 1989 wechselte die Band zum Berliner Label Pork Pie. Die Besetzung änderte sich häufig, aber die Anzahl der Musiker bleibt konstant. Nach dem Album "Catch this Beat" spielte die Band noch Lieder für Ska-Sampler wie Ska Ska Skandal Nr. 2 ein und gab 1990 noch einige Auftritte, bis sie nach dem Auftritt beim Ska-Festival Aachen 1990 eine vierjährige Schaffenspause ohne jegliche Konzerte einlegte. 1995 veröffentlichte die Band Back to Live, zwei Jahre später das Album Ham & Eggs. Wieder folgen zahlreiche Tourneen.
Nachdem im Jahr 2000 das fünfte Album Porno 75 erschienen war, ging die Gruppe erneut auf Europatournee. Liveaufnahmen aus ihren Auftritten während dieser Zeit dienten als Grundlage für ihr sechstes Album mit dem Titel Breaking the Curfew (2002). Ebenfalls im Jahr 2000 steuerten Skaos neben den Bands Jogit Beat und Junk Pile zwei Stücke zum Soundtrack des Surfer-Films Ride On von Didi Wallauer bei: Ride On und Hang Loose. Anfang 2005 erschien ihr Album mit dem Titel Pocomania. Es folgte eine Tour durch Japan und Konzerte u. a. in Finnland und dem Vereinigten Königreich. 2014 erschien ihr Album More Fire mit dem die Band wiederum durch Deutschland und Europa tourte.
Nach wie vor gastiert die Band auf einschlägigen Festivals.

## Ehemalige Mitglieder
- Silvie/Paule/Lloyd Schiffi/Bongo – Keyboard
- Pedro/Robobob – Saxophon
- Joe Hennings/Jah Hug/Baby Steff Drumsticker/Christian "Bobi" Bobinger/Specki T.D. – Schlagzeug
- Prince Elli/Enzo – Gitarre
- Master Schussel[2]/Ollmar[3] - Bass
- Bella Harryfonte - Trompete

## Diskografie

### Alben
- 1988: Beware – LP/CD (Unicorn Records)
- 1989: Catch This Beat – LP/CD (Pork Pie – Vielklang)
- 1995: Back To Live – CD (Pork Pie – Vielklang)
- 1997: Ham & Eggs – CD (Pork Pie – Vielklang)
- 2000: Porno '75 – CD (Pork Pie – Vielklang)
- 2002: Breaking the Curfew (Live) – CD (Pork Pie – Vielklang)
- 2005: Pocomania – CD (SKA Revolution Records)
- 2006: SILVER – CD (Pork Pie)
- 2014: More Fire – CD (Pork Pie)

### EPs und Singles
- 1987: Inside – EP (New Tone)
- 1997: The Spirit Of Ska (Pork Pie – Vielklang)
- 2005: One Day

### Beteiligung an Samplern
- 1988: Skank – Licensed To Ska – LP/CD/MC (Link Records)
- 1988: Skankin‘ Round The World Vol.1 – LP/CD/MC (Unicorn Records)
- 1988: Live In London – LP (Blue Beat Records)
- 1989: Skankin‘ Round The World Vol.2 – LP/CD/MC (Unicorn Records)
- 1989: Ska..Ska..Skandal No.1 – LP/CD (Pork Pie-Vielklang)
- 1989: Rude Awakening 1 – LP/CD (Beeschwood Music)
- 1989: Planet Ska – LP (Unicorn Records)
- 1990: Ska..Ska..Skandal No.2 – LP/CD (Pork Pie -Vielklang)
- 1990: Rude Awakening 2 – LP/CD (Beeschwood Music)
- 1996: Ska..Ska.Skandal No.4 – CD (Pork Pie-Vielklang)
- 1997: Vielklang 15th Anniversary – CD (Vielklang)
- 1997: From Punk to Ska – CD (Wolverine)
- 1998: Ska United – CD (Ska Moon Records)
- 1998: X-Large 98 Compilation – CD (Bite Your Ear)
- 1999: The Spirit Of Ska – CD (Pork Pie-Vielklang)
- 1999: Ska ! Faced – CD (Lucky Seven Record)
- 2000: United Colors of Ska Vol.3 – CD (Pork Pie-Vielklang)
- 2001: World Wide Wielklang 2000–2001 – CD (Vielklang)
- 2001: Dance La Ska (Live 2001) – CD (Banana Juice Prod.)

## Belege
1. ↑  An Alle Judge Dread Experten. Abgerufen am 22. Februar 2021 (deutsch).
2. ↑  Skaos - Beware ! / Catch This Beat FLAC download. Abgerufen am 22. Februar 2021 (amerikanisches Englisch).
3. ↑  Ska… Ska… Skandal! Nº 2 (1992, Vinyl). Abgerufen am 22. Februar 2021 (englisch).